# Saidat Adegoke
Saidat Adegoke (* 24. September 1985 in Ilorin, Kwara State) ist eine nigerianische Fußballspielerin.

## Karriere
Adegoke wechselte im Sommer 2007 von Remo Queens aus ihrer Heimat Nigeria, in die Italienische Serie A zur ACF Trento. Nachdem sie in ihrer ersten Serie A Saison für Trento in 16 Spielen, 3-mal traf, wechselte sie im August 2008 zum Frauenfußballteam des ACF Milan. Bei Mailand entwickelte sie sich zum Leistungsträger und erzielte bis zum Sommer 2011 19 Tore in 52 Spielen. Zu Saisonbeginn 2011/2012 gab sie ihren Wechsel zu FCF Como 2000 ASD bekannt. Das letzte Spiel ihrer Karriere bestritt sie am 16. August 2014 für den FC Lugano.

### International
2010 wurde sie in den erweiterten Kader der nigerianischen Fußballnationalmannschaft der Frauen aufgenommen. Im selben Jahr wurde sie bei einem Freundschaftsspiel gegen die deutsche Fußballnationalmannschaft der Frauen in der 78. Minute eingewechselt und bestritt damit ihr einziges Länderspiel.